# Buj (Białoruś)
Buj (biał. Буй; ros. Буй) – wieś na Białorusi, w obwodzie witebskim, w rejonie dokszyckim, w sielsowiecie Krypule.
Dawniej używana nazwa – Bój.

## Historia
W czasach zaborów wieś leżała w gminie Pariafianów, w powiecie wilejskim w guberni wileńskiej Imperium Rosyjskiego. W 1870 własność rodu Szyszko.
W dwudziestoleciu międzywojennym wieś leżała w Polsce, w województwie wileńskim, w powiecie duniłowickim, od 1926 w powiecie dziśnieńskim, w gminie Parafianów.
Według Powszechnego Spisu Ludności z 1921 roku zamieszkiwało tu 99 osób, 4 były wyznania rzymskokatolickiego a 95 prawosławnego. Jednocześnie 83 mieszkańców zadeklarowało polską a 16 białoruską przynależność narodową. Było tu 18 budynków mieszkalnych. W 1931 w 19 domach zamieszkiwało 104 osoby.
Wierni należeli do parafii rzymskokatolickiej Parafianowie i prawosławnej w Hnieździłowie. Miejscowość podlegała pod Sąd Grodzki w Dokszycach i Okręgowy w Wilnie; właściwy urząd pocztowy mieścił się w Parafianowie.